# Johann Schweigger
Johann Salomo Christoph Schweigger (født 8. april 1779 i Erlangen, død 6. september 1857) var en tysk fysiker og naturfilosof, søn af Friedrich Christian Lorenz Schweigger, bror til August Friedrich Schweigger og far til Karl Ernst Theodor Schweigger.
Schweigger studerede først sprog og filosofi, men vendte sig derefter til matematik og naturvidenskab. Efter at han fra 1800 af havde virket som lærer i fysik, matematik og kemi i Bayreuth, Nürnberg og Erlangen, blev han 1819 professor i fysik og kemi i Halle, hvor han blev til sin død.
I Nürnberg grundede han det store tidsskrift "Schweigger’s Journal für Chemie und Physik". I Halle gjorde han 1821 sin største opfindelse, "multiplikatoren" til påvisning af svage elektriske strømme. Hans fysiske arbejder drejer sig næsten alle om elektrisk strøm og elektromagnetisme, men også mange naturfilosofiske arbejder og studier over forhistorisk naturkundskab skyldes Schweigger.